# Comité General Turco de Chipre
El Comité General Turco de Chipre fue la administración turcochipriota en la isla de Chipre desde el 21 de diciembre de 1963 hasta el establecimiento de la Administración Provisional Turca de Chipre el 27 de diciembre de 1967 por parte de los turcochipriotas.
Después de los hechos que tuvieron lugar el 21 de diciembre de 1963 conocidos como la Navidad Sangrienta, se estableció como una administración separada de la República de Chipre el 21 de diciembre de 1963, debido a la retirada de los turcos de la estructura política de la República de Chipre. Hizo el trabajo legislativo y ejecutivo en nombre de los turcochipriotas, en coordinación con la Organización de Resistencia Turca. El líder del Partido Chipre es Turco, Fazıl Küçük, se desempeñó como presidente del parlamento y Rauf Denktaş como vicepresidente.
Terminó con la declaración del establecimiento de la Administración Turca Provisional Turca de Chipre el 27 de diciembre de 1967.